# Origanum vulgare
L'origano comune o origano mediterraneo (Origanum vulgare L.) è una pianta perenne aromatica appartenente alla famiglia delle Lamiaceae ed ampiamente utilizzata come spezia.

## Etimologia
Fu il botanico francese Joseph Pitton de Tournefort a descrivere la pianta nel '600, ma l'origine del nome del genere risale a 2000 anni prima. Può essere stato Teofrasto (371 a.C. – Atene, 287 a.C.), un filosofo e botanico greco antico, discepolo di Aristotele, autore di due ampi trattati botanici, ad aver usato per primo questo nome per un'erba aromatica. Origanum è formato da due parole: "òros" (= monte) e "ganào" (= io mi compiaccio) che insieme potrebbero alludere al concetto di "delizia della montagna" o anche "bellezza, luminosità, ornamento, gioia della montagna". L'epiteto specifico (vulgare) significa "comune, consueto".
Il nome scientifico della specie di deve a Linneo, considerato padre della moderna classificazione scientifica degli organismi viventi, in "Species Plantarum - 2: 590. 1753" del 1753.

## Descrizione

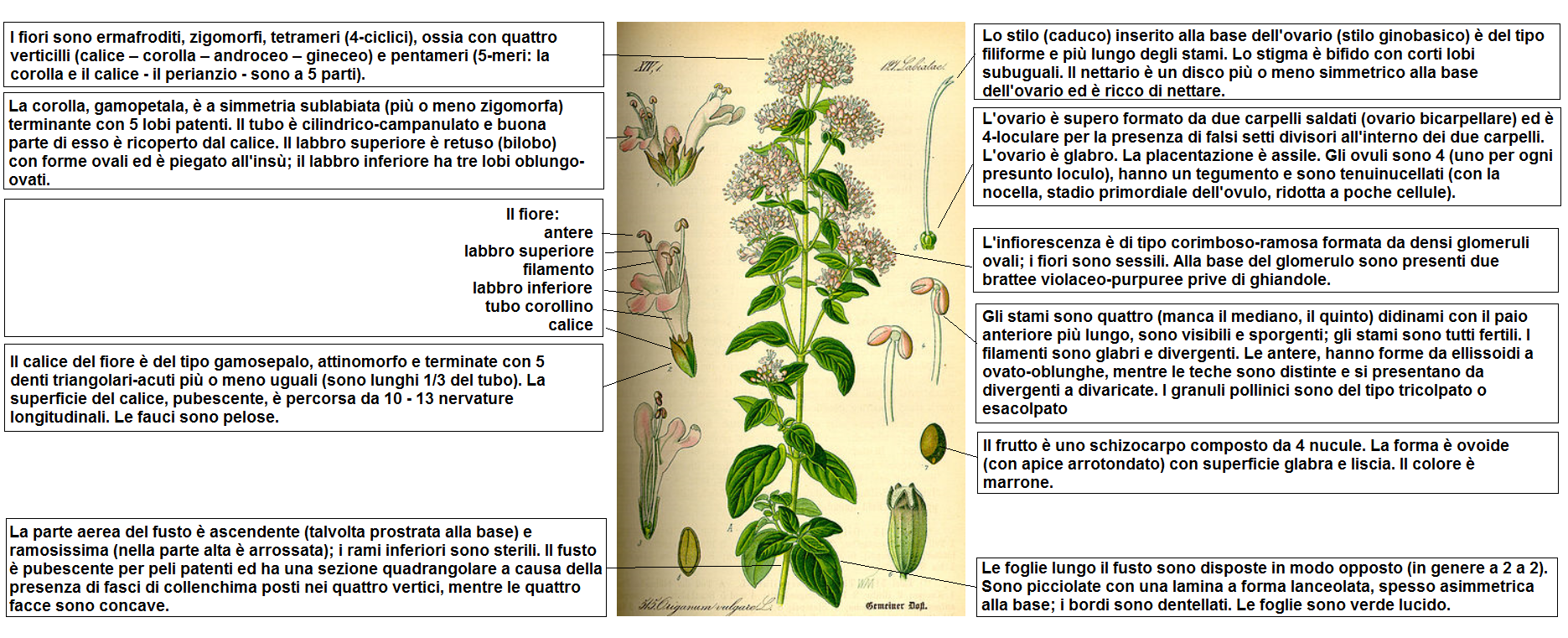
Descrizione delle parti della pianta

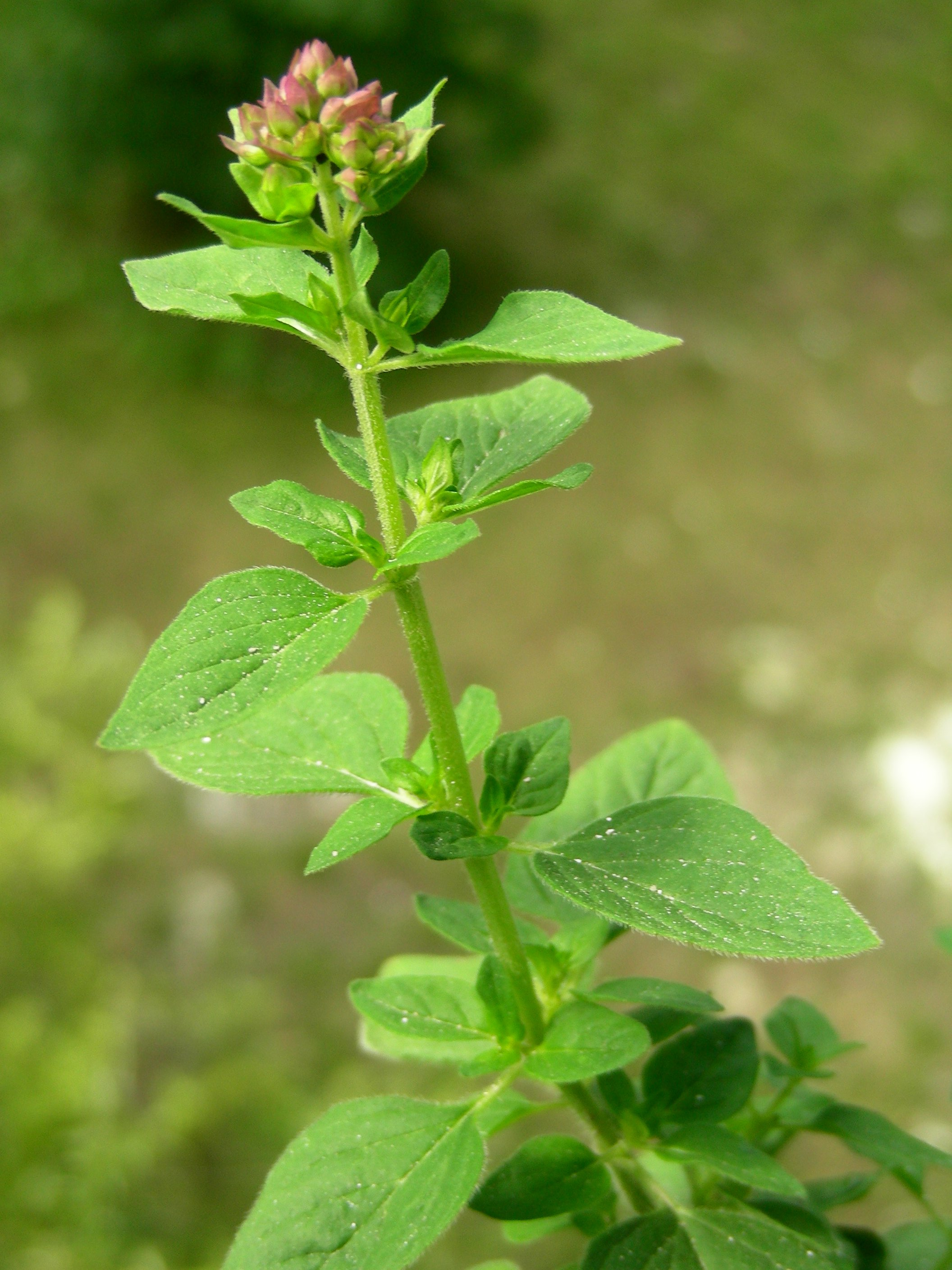
Il portamento

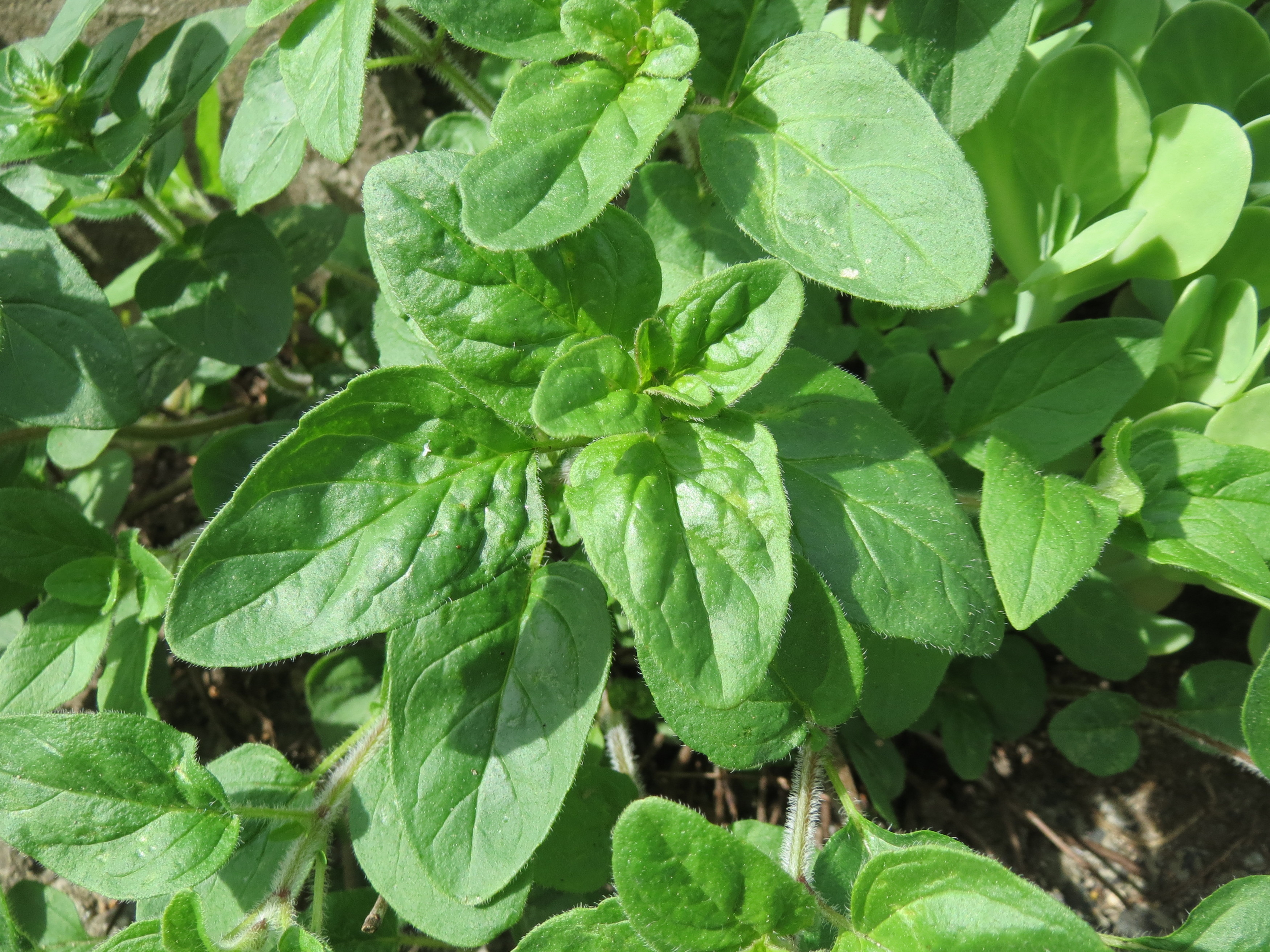
Le foglie

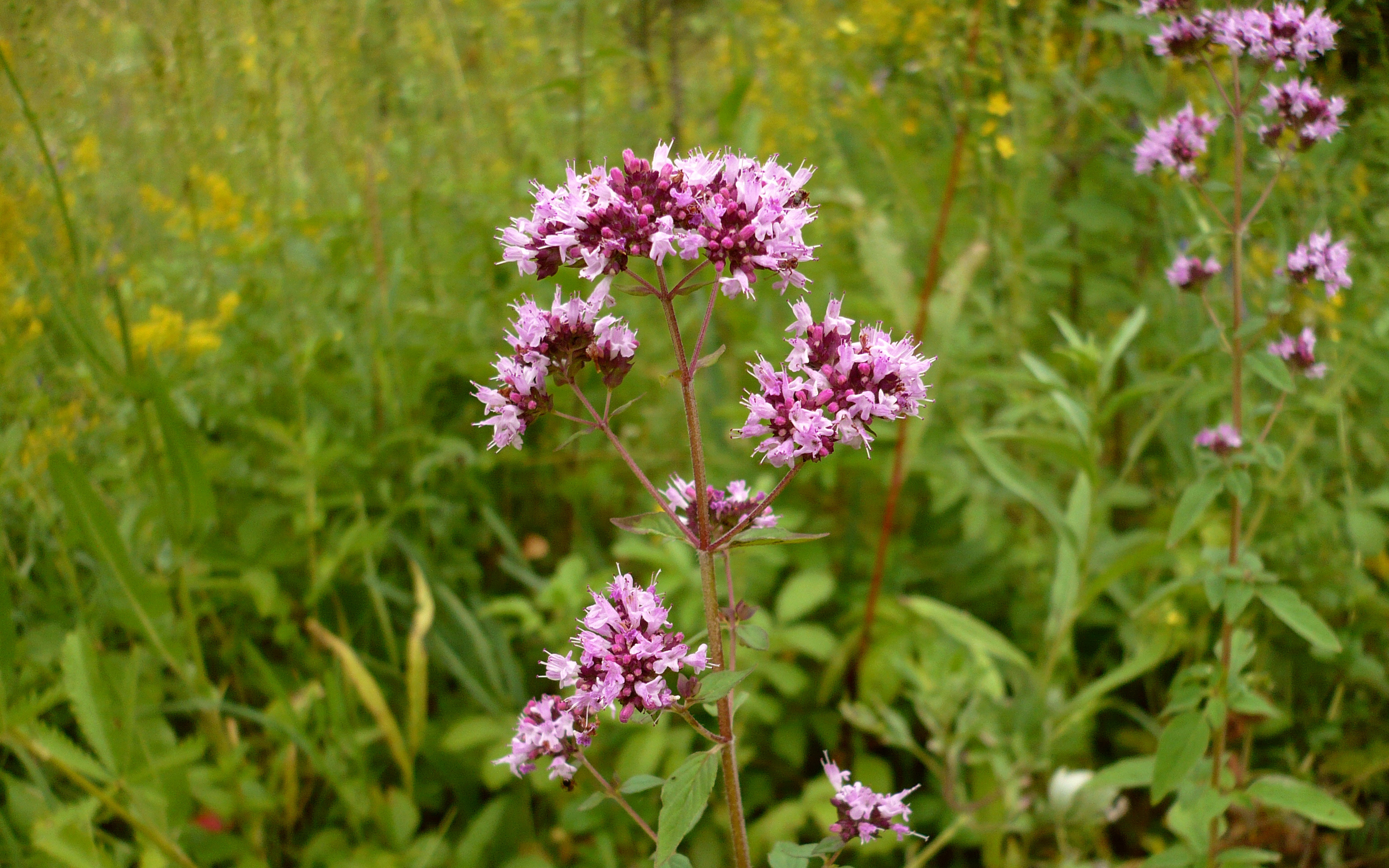
Infiorescenza

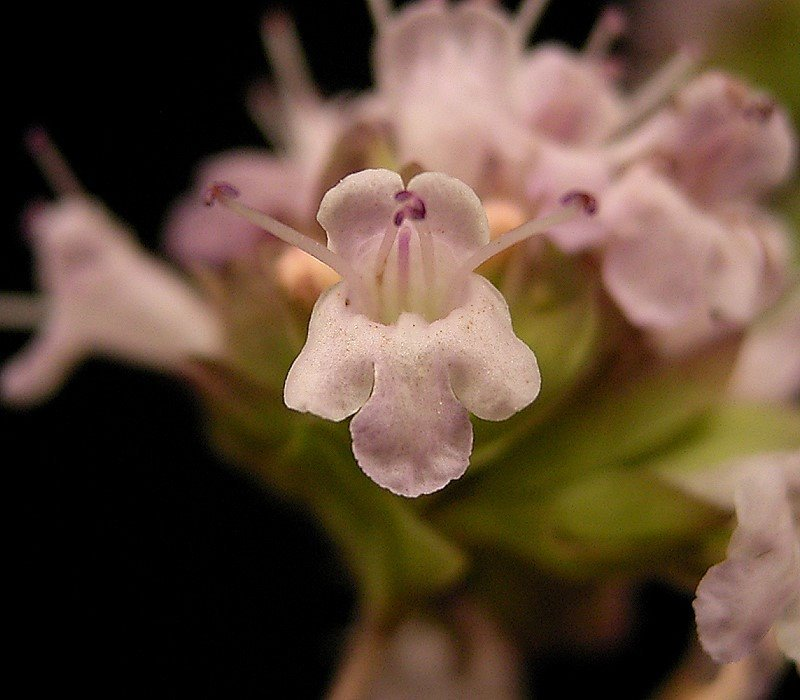
I fiori

L'origano arriva ad un'altezza di 30–50 cm. La forma biologica è emicriptofita scaposa (H scap), ossia in generale sono piante erbacee e latifoglia, a ciclo biologico perenne, con gemme svernanti al livello del suolo e protette dalla lettiera o dalla neve. Sono dotate di un asse fiorale eretto e spesso privo di foglie.

### Radici
Le radici sono secondarie generate da un fittone. I fittoni sono obliqui e più o meno legnosi.

### Fusto
La parte aerea del fusto è ascendente (talvolta prostrata alla base) e ramosissima (nella parte alta è arrossata); i rami inferiori sono sterili. Il fusto è pubescente per peli patenti e ha una sezione quadrangolare a causa della presenza di fasci di collenchima posti nei quattro vertici, mentre le quattro facce sono concave.

### Foglie
Le foglie lungo il fusto sono disposte in modo opposto (in genere a 2 a 2, ovvero parifogliate). Sono picciolate con una lamina a forma lanceolata, spesso asimmetrica alla base; i bordi sono dentellati. Le foglie sono colorate di verde lucido. Lunghezza del picciolo: 3 – 6 mm. Dimensione delle foglie: larghezza 15 – 28 mm; lunghezza 25 – 40 mm.

### Infiorescenza
L'infiorescenza è di tipo corimboso-ramosa formata da densi glomeruli ovali; i fiori sono sessili. Alla base del glomerulo sono presenti due brattee violaceo-purpuree prive di ghiandole. Diametro dei glomeruli: 7 – 10 mm. Lunghezza delle brattee: 4 – 5 mm.

### Fiore
I fiori sono ermafroditi, zigomorfi, tetrameri (4-ciclici), ossia con quattro verticilli (calice – corolla – androceo – gineceo) e pentameri (5-meri: la corolla e il calice - il perianzio - sono a 5 parti).
- Formula fiorale della famiglia è la seguente:

X, K (5), [C (2+3), A 2+2] G (2), (supero), 4 nucule
- Calice: il calice del fiore è del tipo gamosepalo, attinomorfo e terminante con 5 denti triangolari-acuti più o meno uguali (sono lunghi 1/3 del tubo). La superficie del calice, pubescente, è percorsa da 10 - 13 nervature longitudinali. Le fauci sono pelose. Lunghezza del calice: 2,5 – 3 mm.
- Corolla: la corolla, gamopetala, è a simmetria sublabiata (più o meno zigomorfa) terminante con 5 lobi patenti. Il tubo è cilindrico-campanulato e buona parte di esso è ricoperta dal calice. Il labbro superiore è retuso (bilobo) con forme ovali ed è piegato all'insù; il labbro inferiore ha tre lobi oblungo-ovati. Il colore è roseo. Lunghezza della corolla: 5 – 6 mm. Lunghezza del labbro superiore: 1,5 mm. Lunghezza del labbro inferiore: 2 mm.
- Androceo: gli stami sono quattro (manca il mediano, il quinto) didinami con il paio anteriore più lungo, visibili e sporgenti; gli stami sono tutti fertili. I filamenti sono glabri e divergenti. Le antere hanno forme da ellissoidi a ovato-oblunghe, le teche sono distinte e si presentano da divergenti a divaricate. I granuli pollinici sono del tipo tricolpato o esacolpato.
- Gineceo: l'ovario è supero formato da due carpelli saldati (ovario bicarpellare) ed è 4-loculare per la presenza di falsi setti divisori all'interno dei due carpelli. L'ovario è glabro. La placentazione è assile. Gli ovuli sono 4 (uno per ogni presunto loculo), hanno un tegumento e sono tenuinucellati (con la nocella, stadio primordiale dell'ovulo, ridotta a poche cellule).[15] Lo stilo (caduco) inserito alla base dell'ovario (stilo ginobasico) è del tipo filiforme e più lungo degli stami. Lo stigma è bifido con corti lobi subuguali. Il nettario è un disco più o meno simmetrico alla base dell'ovario ed è ricco di nettare.
- Fioritura: fiorisce da giugno a settembre.

### Frutti
Il frutto è uno schizocarpo composto da 4 acheni (tetrachenio). La forma è ovoide con apice arrotondato, la superficie è glabra e liscia, di colore marrone. Dimensione: 0,6 mm.

## Riproduzione
- Impollinazione: l'impollinazione avviene tramite insetti come ditteri e imenotteri, raramente lepidotteri (impollinazione entomogama).[10][16]
- Riproduzione: la fecondazione avviene fondamentalmente tramite l'impollinazione dei fiori.
- Dispersione: dopo essere stati trasportati per alcuni metri dal vento ( disseminazione anemocora) i semi cadono a terra vengono dispersi soprattutto da insetti tipo formiche (mirmecoria), attratte dalle loro appendici oleose (elaiosomi, ricchi di grassi, proteine e zuccheri).[17]

## Distribuzione e habitat

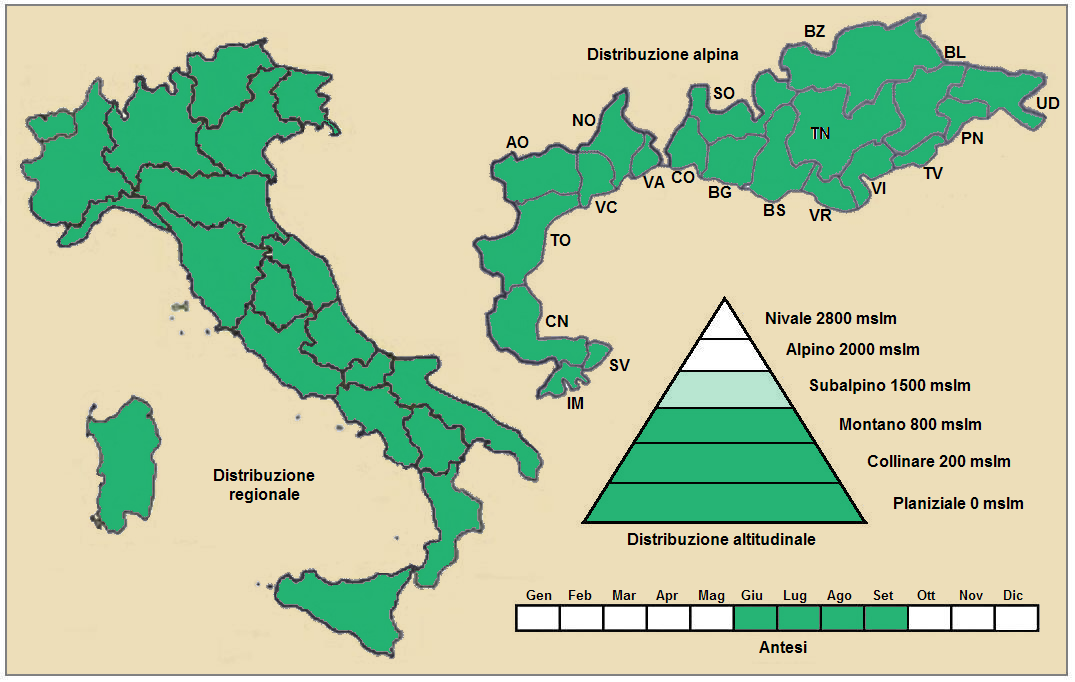
Distribuzione della pianta
(Distribuzione regionale – Distribuzione alpina)

- Geoelemento: il tipo corologico è Eurasiatico, cioè è una pianta nativa dell'Europa e delle regioni centrali e meridionali dell'Asia.
- Distribuzione: in Italia è una specie comune su tutto il territorio. Nelle Alpi è presente ovunque. Sugli altri rilievi europei collegati alle Alpi si trova nella Foresta Nera, Vosgi, Massiccio del Giura, Massiccio Centrale, Pirenei, Monti Balcani e Carpazi.[19] Nel resto dell'Europa è diffusa ovunque, comprese la Transcaucasia e l'Anatolia.[20]
- Habitat: tipicamente le boscaglie rade, i cespuglieti, le rupi soleggiate, ma anche i tagli forestali, le strade forestali, i margini erbacei meso-termofili dei boschi, le garighe, le macchie basse e gli arbusteti meso-termofili. Il substrato preferito è calcareo ma anche siliceo con pH neutro, medi valori nutrizionali del terreno che deve essere secco.[19]
- Distribuzione altitudinale: sui rilievi queste piante si trovano fino a 1400 m s.l.m. (negli Abruzzi fino a 1700 m, in Cina fino a 3600 m s.l.m.[14]); nelle Alpi frequentano i seguenti piani vegetazionali: collinare, montano e in parte quello subalpino (oltre a quello planiziale a livello del mare).

### Fitosociologia
Dal punto di vista fitosociologico alpino la specie appartiene alla seguente comunità vegetale:
- Formazione: delle comunità delle macro- e megaforbie terrestri

- Classe: Trifolio-Geranietea sanguinei

- Ordine: Origanetalia vulgaris

## Tassonomia
La famiglia di appartenenza della specie (Lamiaceae), molto numerosa con circa 250 generi e quasi 7000 specie, ha il principale centro di differenziazione nel bacino del Mediterraneo e sono piante per lo più xerofile (in Brasile sono presenti anche specie arboree). Per la presenza di sostanze aromatiche, molte specie di questa famiglia sono usate in cucina come condimento, in profumeria, liquoreria e farmacia. La famiglia è suddivisa in 7 sottofamiglie: il genere Origanum è descritto nella tribù Mentheae (sottotribù Menthinae) appartenente alla sottofamiglia Nepetoideae.
Le specie (e quindi il genere Origanum) nella flora spontanea italiana sono suddivise in due sezioni con i seguenti caratteri:
- Euoriganum: le brattee dell'infiorescenza sono poco pelose (quasi glabre) e il calice è quasi regolare (attinomorfo con i 5 denti più o meno simili).
- Majorana: le brattee sono tomentose e il calice è zigomorfo (aperto anteriormente).

La specie di questa voce appartiene alla prima sezione.
Il numero cromosomico di O. vulgare è: 2n = (28), 30 e (32).

### Variabilità
La specie di questa voce è variabile. I caratteri soggetti a variabilità sono:
- infiorescenze con spighe allungate con forme prismatiche (subsp. prismaticum Gaudin);
- piante con foglie più piccole a forma ellittica (larghezza 7 – 13 mm; lunghezza 10 – 20 mm) e in genere più ridotte in tutte le parti (Origanum humile Miller);
- foglie glauche sulla pagina inferiore (var. semiglaucum Boiss.).

In genere queste variabilità possono essere definite casuali (e quindi prive di interesse tassonomico); in effetti non tutte le checklist riconoscono le varietà sopraelencate.
Per questa specie per l'areale Euro-mediterraneo sono riconosciute valide le seguenti sottospecie:
- Origanum vulgare subsp. glandulosum (Desf.) Ietsw., 1980 - Distribuzione: Magreb
- Origanum vulgare subsp. gracile  (K. Koch) Ietsw., 1980 - Distribuzione: Anatolia
- Origanum vulgare subsp. hirtum  (Link) Ietsw., 1980 - Distribuzione: Penisola Balcanica, Anatolia, Creta e Cipro
- Origanum vulgare subsp. virens  (Hoffmanns. & Link) Ietsw., 1980 - Distribuzione: Penisola Iberica e Marocco
- Origanum vulgare subsp. viridulum  (Martrin-Donos) Nyman - Distribuzione: Europa mediterranea (esclusa la Spagna e inclusa l'Anatolia)

In Italia nella flora spontanea è presente solamente la sottospecie viridulum classificata nella "Flora d'Italia" da Sandro Pignatti come Origanum heracleoticum L., 1753 e chiamata comunemente "origano meridionale". Si distingue dalla specie di riferimento per i seguenti caratteri:
- l'aroma della pianta è fragrante;
- l'altezza media della sottospecie varia da 4 a 7 dm;
- il fusto è irto di peli biancastri (patenti o riflessi);
- le foglie hanno la lamina a forma ovata (larghezza 12 – 18 mm; lunghezza 22 – 27 mm) e il picciolo è lungo 5 mm; i bordi sono ottusamente dentellati; la superficie adassiale è glabra, quella abassiale è tomentosa sulle nervature;
- le infiorescenze sono poco addensate;
- le brattee dell'infiorescenza sono lunghe 2 – 3 mm, verdi e la superficie è ricoperta sparsamente da ghiandole dorate lucide;
- il calice è lungo 2 –3 mm, mentre la corolla (rosea o bianca) è lunga 4 mm;
- in Italia è una specie comune ed è presente al Sud nelle boscaglie rade e nei cespuglieti fino ad una altitudine compresa tra 200 e 1400 m s.l.m.;
- il tipo corologico (area di origine) è Sud Est Mediterraneo (Steno-mediterraneo).

La pubblicazione "An annotated checklist of the Italian Vascular Flora" elenca come presente in Italia, oltre la sottospecie viridulum, anche la sottospecie prismaticum Gaudin presente nei Friuli-Venezia Giulia e (forse) nel Trentino-Alto Adige.

### Sinonimi
Questa entità ha avuto nel tempo diverse nomenclature. L'elenco seguente indica alcuni tra i sinonimi più frequenti:
- Mentha formosana (C.Marquand) S.S.Ying
- Micromeria formosana  C.Marquand
- Origanum albiflorum  K.Koch
- Origanum americanum  Raf.
- Origanum anglicum  Hill
- Origanum barcense  Simonk.
- Origanum capitatum  Willd. ex Benth.
- Origanum creticum  L.
- Origanum creticum  Lour.
- Origanum decipiens  Wallr. ex Benth.
- Origanum dilatatum  Klokov
- Origanum elegans  Sennen
- Origanum floridum  Salisb.
- Origanum heracleoticum  Rchb.
- Origanum hirtum f. albiflorum  Hausskn
- Origanum latifolium  Mill.
- Origanum laxiflorum  Royle ex Benth.
- Origanum loureiroi  Kostel.
- Origanum majus  Garsault
- Origanum megastachyum var .hirtum  Schur
- Origanum micranthum  Colla
- Origanum nutans  Willd. ex Benth.
- Origanum officinale  Gueldenst.
- Origanum orientale  Mill.
- Origanum puberulum  (Beck) Klokov
- Origanum purpurescens  Gilib
- Origanum serpylliforme  Fisch. & C.A.Mey.
- Origanum stoloniferum  Besser ex Rchb.
- Origanum thymiflorum  Rchb.
- Origanum venosum  Willd. ex Benth.
- Origanum vulgare var. albidum  Bellynck
- Origanum vulgare var. albiflorum  Lej.
- Origanum vulgare var. album  Fraas

## Usi

### Farmacia
Secondo la medicina popolare questa pianta ha le seguenti proprietà medicamentose:
- antireumatica (attenua i dolori dovuti all'infiammazione delle articolazioni);
- antisettica (proprietà di impedire o rallentare lo sviluppo dei microbi);
- antispasmodica (attenua gli spasmi muscolari, e rilassa anche il sistema nervoso);
- carminativa (favorisce la fuoriuscita dei gas intestinali);
- colagoga (facilita la secrezione biliare verso l'intestino);
- diaforetica (agevola la traspirazione cutanea);
- emmenagoga (regola il flusso mestruale);
- espettorante (favorisce l'espulsione delle secrezioni bronchiali);
- odontalgica (attenua il dolore ai denti);
- stimolante (rinvigorisce e attiva il sistema nervoso e vascolare);
- stomachica (agevola la funzione digestiva);
- tonica (rafforza l'organismo in generale).

Questa spezia ha un potere antiossidante (ORAC) tra i più elevati in assoluto, un indice di valore 200129, circa 46 volte più potente di una mela, che notoriamente viene considerata un ottimo antiossidante.

### Cucina
L'origano è un'importante pianta nella tradizione culinaria italiana (ad esempio, è usato sopra la pizza) e greca; in genere viene impiegata come pianta aromatica in cucina. La parte edule sono le foglie. La sottospecie che fornisce il migliore condimento in cucina è Origanum vulgare subsp. viridulum.

## Altre notizie
L'origano comune in altre lingue è chiamato nei seguenti modi:
- (DE)  Gewöhnlicher Dost, Wilder Majoran
- (FR)  Origan vulgaire, Marjolaine sauvage
- (EN)  Wild Marjoram